# Starohrvatsko groblje kod izvora Jadra
Starohrvatsko groblje (Arheološko nalazište "Vodovod") arheološko nalazište na području Grada Solina, kod izvora Jadra (Solinske rike), zaštićeno kulturno dobro

## Opis dobra
Uz izvor rijeke Jadro i ostatke antičkog vodovoda, nalaze se ostaci starohrvatskog groblja. Grobovi su građeni od nepravilnog kamena na tupini, a pokriveni su kamenim pločama. Iznad grobova nalazi se sloj zemlje na kojima se nalaze nasadi borova. S obzirom na tip grobova koji su vidljivi u profilu zemljišta, najvjerojatnije se radi o starohrvatskom groblju sličnih karakteristika groblju na lokalitetu Majdan.

## Zaštita
Pod oznakom RST-1378 zavedeno je kao nepokretno kulturno dobro – pojedinačno, pravna statusa zaštićena kulturnog dobra, klasificirano kao "arheološka baština".